# Rio Escravos
Escravos é um defluente do rio Níger, ao sul da Nigéria. Flui por 56 quilômetros e atravessa zonas de manguezais e cordilheiras costeiras antes de entrar no golfo do Benim. Apesar de não ter portos, é conectado por várias hidrovias aos rios Forçados, Uarri, Benim e Etíope. Desde 1960, apesar de sua saída oceânica ter apenas quatro metros de profundidade, superou o Forçados como principal acesso aos portos de Uarri, Burutu, Sapele, Coco e Forçados.